# Портрет Алексея Петровича Никитина
«Портрет Алексея Петровича Никитина» — картина Джорджа Доу и его мастерской из Военной галереи Зимнего дворца.
Картина представляет собой погрудный портрет генерал-майора Алексея Петровича Никитина из состава Военной галереи Зимнего дворца.
Во время Отечественной войны 1812 года Никитин был полковником и командовал конно-артиллерийской № 7 ротой и 3-й резервной артиллерийской бригадой, за отличие в бою у Колоцкого монастыря произведён в генерал-майоры. При начале Заграничных походов был назначен начальником артиллерии в корпусе Ф. Ф. Винцингероде, в сражении под Калишем был ранен. В кампании 1814 года командовал артиллерией в корпусе Ф. В. Остен-Сакена, завершив поход в Париже. Во время Ста дней вновь совершил поход во Францию.
Изображён в генеральском артиллерийском вицмундире образца 1820 года. Слева на груди звезда ордена Св. Анны 1-й степени с алмазами; на шее кресты орденов Св. Георгия 3-й степени, прусского Красного орла 2-й степени и австрийского Леопольда 3-й степени; из-под борта мундира видны кресты орденов Св. Иоанна Иерусалимского и Св. Владимира 3-й степени; справа на груди серебряная медаль «В память Отечественной войны 1812 года» на Андреевской ленте и звезда ордена Святого Владимира 2-й степени. С тыльной стороны картины имеются надписи: Nikitin и Geo Dawe RA pinxt. Подпись на раме с ошибкой в инициале: Л. П. Никитин 1й, Генералъ Маiоръ.
7 августа 1820 года Комитетом Главного штаба по аттестации Никитин был включён в список «генералов, заслуживающих быть написанными в галерею» и 19 мая 1822 года император Александр I повелел написать его портрет. Портрет написан в период с декабря 1822 года по март 1823 года. Гонорар за работу Доу был выплачен 13 марта 1823 года. Готовый портрет был принят в Эрмитаж 7 сентября 1825 года.
В 1848 году в мастерской Карла Крайя по рисунку И. А. Клюквина с портрета была сделана датированная литография, опубликованная в книге «Император Александр I и его сподвижники» и впоследствии неоднократно репродуцированная.